# Bobby Lammie
Bobby Lammie, född 10 februari 1997 i Stranraer, Skottland, är en curlingspelare som representerar det skotska och brittiska landslaget.

## Biografi
Bobby Lammie har medverkat vid de olympiska vinterspelen 2022 där han tillsammans med det brittiska laget tog silver i curlingens lagtävling. I VM har tagit ett guld, ett silver och ett brons. i EM har han tagit fyra guldmedaljer och en silvermedalj.